# Кућа народног хероја Саве Јовановића Сирогојна
Кућа народног хероја Саве Јовановића Сирогојна је грађевина која је саграђена током Другог светског рата. С обзиром да представља значајну историјску грађевину, проглашена је непокретним културним добром Републике Србије. Налази се у Трнави, под заштитом је Завода за заштиту споменика културе Краљево.

## Историја
Саво Јовановић Сирогојно је рођен 21. априла 1926. у селу Трнави, на Златибору, у породици сиромашног земљорадника. Основну школу је завршио у селу Сирогојну. Толико је био неуочљив да му нико није знао ни име, па су га једноставно прозвали Сирогојно. Његова родна кућа је првобитно била саграђена у Гостиљу, где ју је крајем 19. века од Павла Митровића купила породица Јовановић и која ју је потом пренела у село Трнава на садашње место. Саграђена је на косом терену правоугаоне основе са подрумом и приземљем које се састоји од куће са огњиштем и собе. Подрум има четири зида, кућа двоје наспрамно постављених врата и веома стрм кров. Осим етнографског кућа има изузетан историјски значај јер је у њој рођен Сава Јовановић Сирогојно који је за изузетну храброст показану са само седамнаест година 1953. проглашен за народног хероја. У централни регистар је уписана 28. јуна 1983. под бројем СК 533, а у регистар Завода за заштиту споменика културе Краљево 13. јуна 1983. под бројем СК 154.